# 施瓦岑山 (薩爾茲卡默古特山脈)

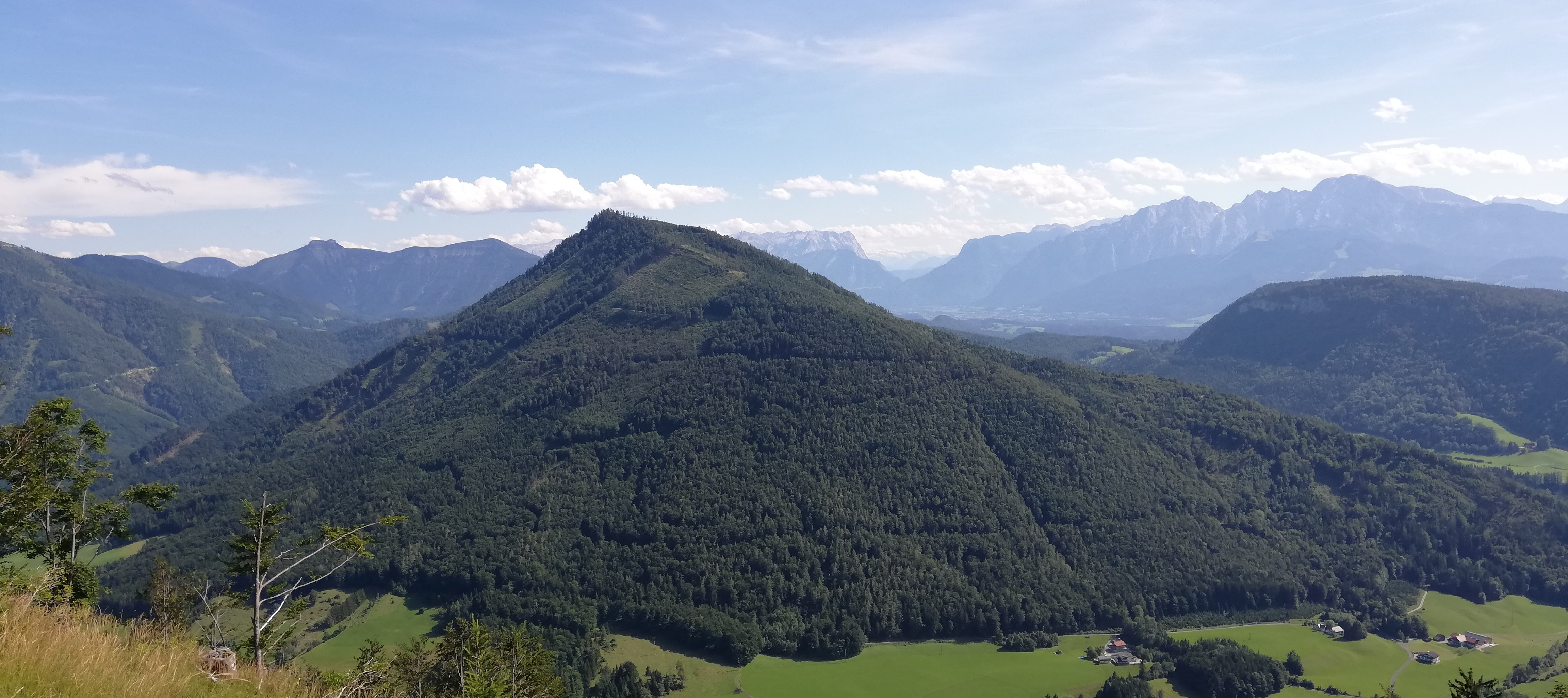

47°45′37″N 13°9′23″E / 47.76028°N 13.15639°E
施瓦岑山（德語：Schwarzenberg），是奧地利的山峰，位於該國中部，由薩爾茨堡州負責管轄，屬於薩爾茲卡默古特山脈的一部分，該山峰海拔高度1,334米。